# Cecil Patteson Nickalls
Cecil Patteson Nickalls, D.S.O., född 14 oktober 1877, död 7 april 1925, var en överste i Royal Field Artillery. Han var mästare i hästpolo och mästare i rugby. Han tog livet av sig med ett skjutvapen den 7 april 1925.

## Biografi

### Tidigt liv
Nickalls föddes den 14 oktober 1877 i Kent, England till Sir Patteson Nickalls. Hans syskon var, Patteson Womersley Nickalls och Morres Nickalls. Han fick sin utbildning vid Rugby School.

### Karriär
På 1890-talet spelade han cricket. Han gjorde 109 poäng på Lord's Cricket Ground mot Marlborough för Rugby 1894.
Nickalls var med i det brittiska laget som vann International Polo Cup på Hurlingham Club 1902 med sin bror Patteson Womersley Nickalls, Frederick Maitland Freake, Walter Selby Buckmaster, George Arthur Miller och Charles Darley Miller. Han spelade i det engelska laget mot Irland 1905 och 1911. Nickols tjänstgjorde som kapten i Royal Field Artillery under första världskriget. Han tilldelades D.S.O. och skadades.

### Privatliv
Han gifte sig med Olivia Mary Miller 1904 i Rugby.

### Död
Nickalls begick självmord med en pistol den 7 april 1925 i Rugby, England.